# Susan Tolman
Susan Tolman és una matemàtica estatunidenca coneguda per la seva feina en la geometria simplèctica. És professora de matemàtiques a la Universitat d'Illinois a Urbana–Champaign, i al Lynn M. Martin Professorial Scholar d'Illinois.
Tolman va obtenir el doctorat l'any 1993 a la Universitat Harvard. La seva dissertació, Accions de Grup i Cohomologia, va ser supervisada per Raoul Bott. Se li va atorgar una Sloan Research Fellowship l'any 1998, i va ser nomenada Lynn M. Martin Professorial Scholar els anys 2008 i 2009.